# Королівська битва (2013)
Королівська битва (2013) (анґл. Royal Rumble (201у)) - це щорічне pay-per-view-шоу, яке улаштовує федерація реслінґу WWE. Шоу пройшло 27 січня 2013 року на арені «Токінґ Стік Резорт-арена» у місті Фінікс (штат Аризона, США). Це шоу - двадцять шосте щорічне PPV-шоу. Королівську битву вважають одною з «Великої четвірки» PPV-шоу WWE (разом з РеслМанією, SummerSlam'ом та Survivor Series).

## Створення
Основою цього PPV стане матч «Королівська битва». Матч починають два реслери і через кожні півтори хвилини на рингу з'являється новий претендент на перемогу. Задля точного вимірювання в кутку є спеціальний часомір. Знищеним вважається той реслер, якого викинули за канати і він двома ногами торкнувся підлоги. Всього в матчі беруть участь 30 реслерів. Переможець «Королівської битви» отримує можливість битися з Чемпіоном світу у важкій вазі WWE на головному PPV-шоу - РеслМанії.
23 липня 2012 Скеля повідомив, що буде битися на 26-й Королівської битві за титул чемпіона WWE. Пізніше того вечора у СМ Панка, Джона Сіни та Денієла Брайана з'явилися причини зустрітися зі Скелею в поєдинку. Ще пізніше СМ Панк атакував Скелю після того, як захистив титул Чемпіона WWE проти Джона Сіни. На першому RAW у 2013 СМ Панк захистив титул від Райбека в поєдинку зі столами, сходами і стільцями після атаки «Щита» на Райбека, що означає, що Панк буде битися проти Скелі.
На новорічному шоу RAW Джон Сіна заявив, що буде битися в Королівській битві і після перемоги викличе на бій Чемпіона WWE на наступній РеслМанії. 4 січня на SmackDown! Ренді Ортон та Шеймус оголосили про свою участь в Королівській битві. Також вони додали що в разі перемоги виберуть як опонента Чемпіона Світу. 7 січня про свою участь в Королівській битві оголосили угруповання 3МВ (Хіт Слейтер, Джиндер Махал і Дрю МакІнтайр). Пізніше до них доєдався Дольф Зігглер. Чемпіон Сполучених Штатів Антоніо Сезаро повідомив про свою участь в Королівській битві на записах SmackDown! 8 січня. Про участь Ітерконтінентального чемпіона Вейда Барретта стало відомо на ювілейному RAW.
Чемпіон світу у важкій вазі Біг Шоу почав суперечку з Альберто Дель Ріо після того, як нокаутував його ринг-анонсера Рікардо Родріґеса. На SmackDown! 11 січня Альберто Дель Ріо переміг Біг Шоу в поєдинку до останнього на ногах і став новим Чемпіоном. На ювілейному RAW Біг Шоу оголосив, що скористається правом на реванш на PPV Королівська битва.